# List do Ameryki
List do Ameryki (tytuł oryginalny: Писмо до Америка) – bułgarsko-holendersko-węgierski film fabularny z roku 2001 w reżyserii Igliki Trifonowej. Debiut fabularny Trifonowej, która wcześniej realizowała wyłącznie filmy dokumentalne.

## Opis fabuły
Przyjaciel Iwana, Kamen umiera w amerykańskim szpitalu. Iwanowi nie udaje się uzyskać amerykańskiej wizy mógł odwiedzić Iwana. Zabierając ze sobą kamerę podarowaną mu przez Kamena Iwan wyrusza w podróż wsi, z której pochodzi Kamen. Tam też ludzie znają pieśni, które przywracają do życia. Obraz wiejskiej codzienności staje się tematem listu, który Iwan pisze do przyjaciela.
Zdjęcia do filmu kręcono we wsi Pirin, położonej 15 km od miasta Goce Dełczew.

## Obsada
- Filip Awramow jako Iwan
- Ana Papadopulu jako Nina
- Petyr Antonow jako Kamen
- Żoreta Nikołowa jako restauratorka
- Andy Barret jako konsul amerykański
- Krasimir Dokow
- Maja Nowosielska
- Walentin Goszew jako traktorzysta
- Lubow Liubczewa
- Jordan Bikow
- Ognjan Golew
- Iwan Ganczew
- Swietłana Janczewa

## Nagrody i wyróżnienia
- 2000: Nagroda Złotej Róży (Golden Rose) za reżyserię
- 2001: Międzynarodowy Festiwal Filmowy w Montrealu - nagroda Grand Prix de Ameriques
- 2001: Golden Chest International Television Festival - Grand Prix
- 2002: Międzynarodowy Festiwal Filmowy w Stambule - nagroda jury

Film został wybrany jako bułgarski kandydat do nagrody Amerykańskiej Akademii Filmowej w kategorii najlepszego filmu anglojęzycznego, ale nie uzyskał nominacji.